# 林勋强

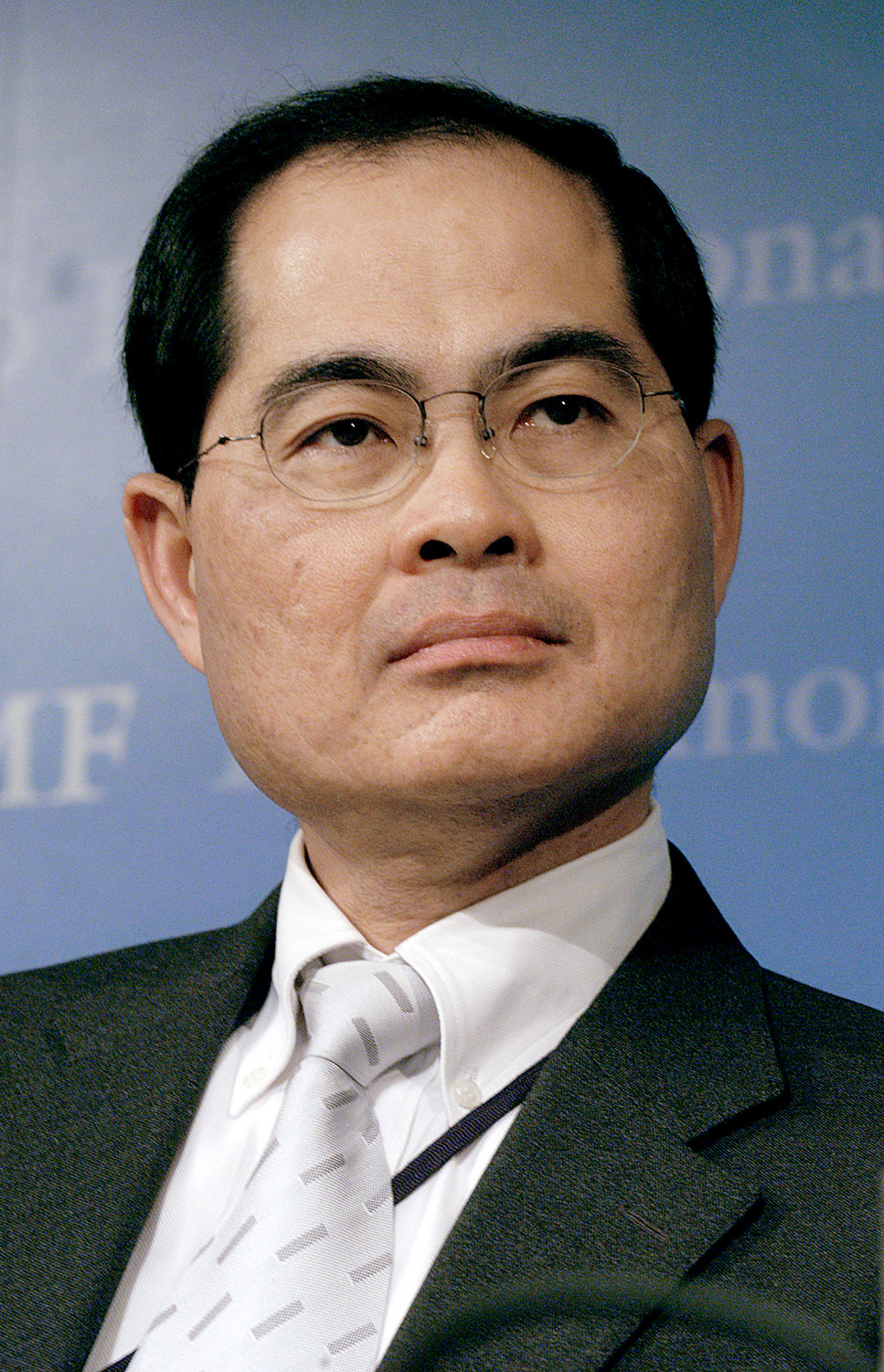
林勋强

林勋强（Lim Hng Kiang；1954年4月9日—），祖籍广东潮州，曾任新加坡李显龙总理内阁的贸工部长。他从1991年8月31日至2020年6月23日担任国会议员（MP）近29年。

## 生平
1954年在新加坡出生，1973荣获新加坡总统奖学金及新加坡武装部队奖学金赴英国剑桥大学深造。1976年毕业于剑桥大学一等荣誉学位（优等）并加入新加坡武装部队。1985年获美国哈佛大学肯尼迪行政管理学院公共行政学硕士学位。回国后任国防部和国家发展部副政治秘书。1991年1月被任命建屋发展局主席，同年当选为国会议员，后在1997年、2001年，及2006年的大选中继续当选。 西海岸集选区国会议员。1991年任新加坡国家发展部政务部长。1994年在吴作栋总理内阁，他被任命代国家发展部长兼外交部高级政务部长。1995年，他被升任国家发展部长兼外交部第二部长。1998年，任国家发展部长兼财政部第二部长。1999年，任卫生部长兼财政部第二部长。2004年被任命贸工部长。2008年再度被委任为贸易与工业部长。

## 家庭
林勋强育有两个儿子。